# Mortal Kombat Arcade Kollection
Mortal Kombat Arcade Kollection (сокр. MKAK; рус. Смертельная битва: Аркадная коллекция) — видеоигра, разработанная Other Ocean Interactive и NetherRealm Studios и изданная Warner Bros. Games. Это компиляция из трёх классических файтингов серии Mortal Kombat, куда входят Mortal Kombat (1992), Mortal Kombat II (1993) и Ultimate Mortal Kombat 3 (1995). Версия Mortal Kombat Arcade Kollection для игровых приставок PlayStation 3 и Xbox 360 стала доступной для покупки в интернет-магазинах в 2011 году, а загружаемая версия игры для PC-совместимых компьютеров на базе Windows появилась только в 2012 году.

## Игровой процесс
В главном меню можно выбрать один из трёх представленных файтингов на этом сборнике. Игра поддерживает систему получения трофеев и достижений. Кроме этого, в игре присутствует режим онлайн, где все персонажи уже разблокированы в режиме реального времени.

## Разработка
Изначально разработчиками был запланирован другой проект, известный как Mortal Kombat HD Arcade Kollection. Он должен был представлять собой ремейк более ранних игр серии Mortal Kombat в формате HD для широкомасштабных мониторов, куда подразумевалось включить переделанные спрайты персонажей, новые фоны и новую систему пользовательского интерфейса, но объём проекта был изменён. Этот аннулированный проект даже не был официально анонсирован, хотя в сеть просочилась информация о разработке. В 2013 году художник Джереми Кохар опубликовал в своём блоге созданные им 3D-модели, за которые он был ответственен во время работы над Mortal Kombat HD Arcade Kollection. В 2014 году на персональном сайте визажиста Тании Брукс, которая занималась гримом и причёсками с целью сделать новых актёров похожими на персонажей из оригинальной игры, обнаружена галерея фотографий, сделанных во время съёмок проекта Mortal Kombat HD Arcade Kollection.
Цифровое издание было размещёно на сервисах PlayStation Network и Xbox Live Arcade 31 августа 2011 года. Версия игры для Windows доступна для загрузки с сервера в Steam 2 февраля 2012 года. Также в интернет-магазинах можно было заказать эксклюзивный аркадный контроллер и получить код для загрузки игры Mortal Kombat Arcade Kollection.

## Отзывы и критика
| Сводный рейтинг | Сводный рейтинг | Сводный рейтинг |
| Издание         | Оценка          | Оценка          |
| Издание         | PS3             | Xbox 360        |
| --------------- | --------------- | --------------- |
| GameRankings    | 60,62 %         | 61,53 %         |
| Metacritic      | 59/100          | 62/100          |

Некоторые части в коллекцию не входят по неизвестным причинам. Отличие от всевозможных портов, выпущенных для большинства домашних игровых консолей, состоит в почти неизменном виде графике и звуковом сопровождении, благодаря чему атмосфера игры на аркадном автомате сохраняется полностью. Игра Mortal Kombat Arcade Kollection получила в целом смешанные отзывы критиков и средние оценки, когда впервые была выпущена, из-за различных проблем эмуляции, которые позже были исправлены в обновлении.